# 拓本

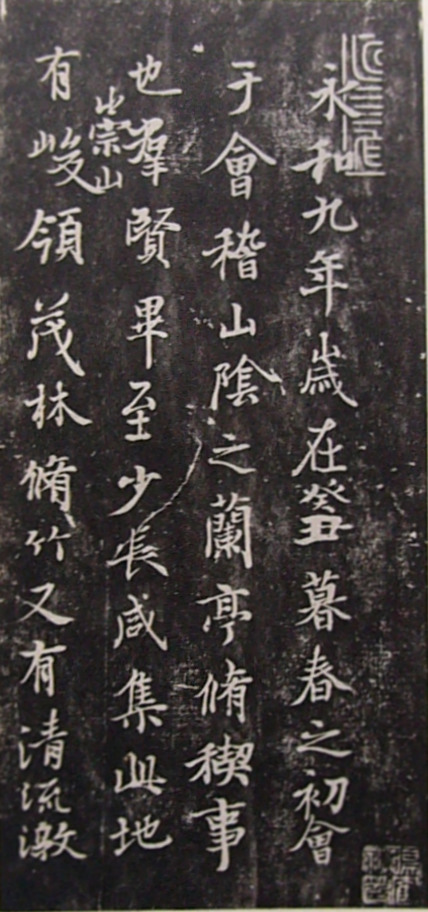
蘭亭序の拓本

拓本（たくほん）は、伝統的な器物の転写の方法の一つ。

## 概要
凹凸のある石碑、器具（硯、青銅器など）に紙や絹を被せて密着させ、上からタンポに含ませた墨を打ち（上墨；じょうぼく）、凹凸を写しとること、また写し取った紙や布のこと。写しとられた器物の像を拓影という。凹んだ部分が白く、凸部分が黒く紙上に現れる。
鉛筆、固形の墨（釣鐘墨・拓本墨・蝋墨）などで擦って拓本をとることを乾拓という。紙や布を濡らして器物に密着させ、乾く前に上墨して拓影を得るものを湿拓という。対象の器物に紙等を載せた上から上墨することを間接拓といい、器物に直接墨を塗って、版画のように紙を押し付けて写しとるのを直接拓という。粗雑な魚拓をとる場合以外は通常直接拓を用いることはない。濃墨を数度に渡って上墨し、光沢のある拓影に仕上げるのを烏金拓（うきんたく）といい、対象の部分だけ、あるいは全体に薄く上墨した拓本を蝉翼拓（せんよくたく）という。

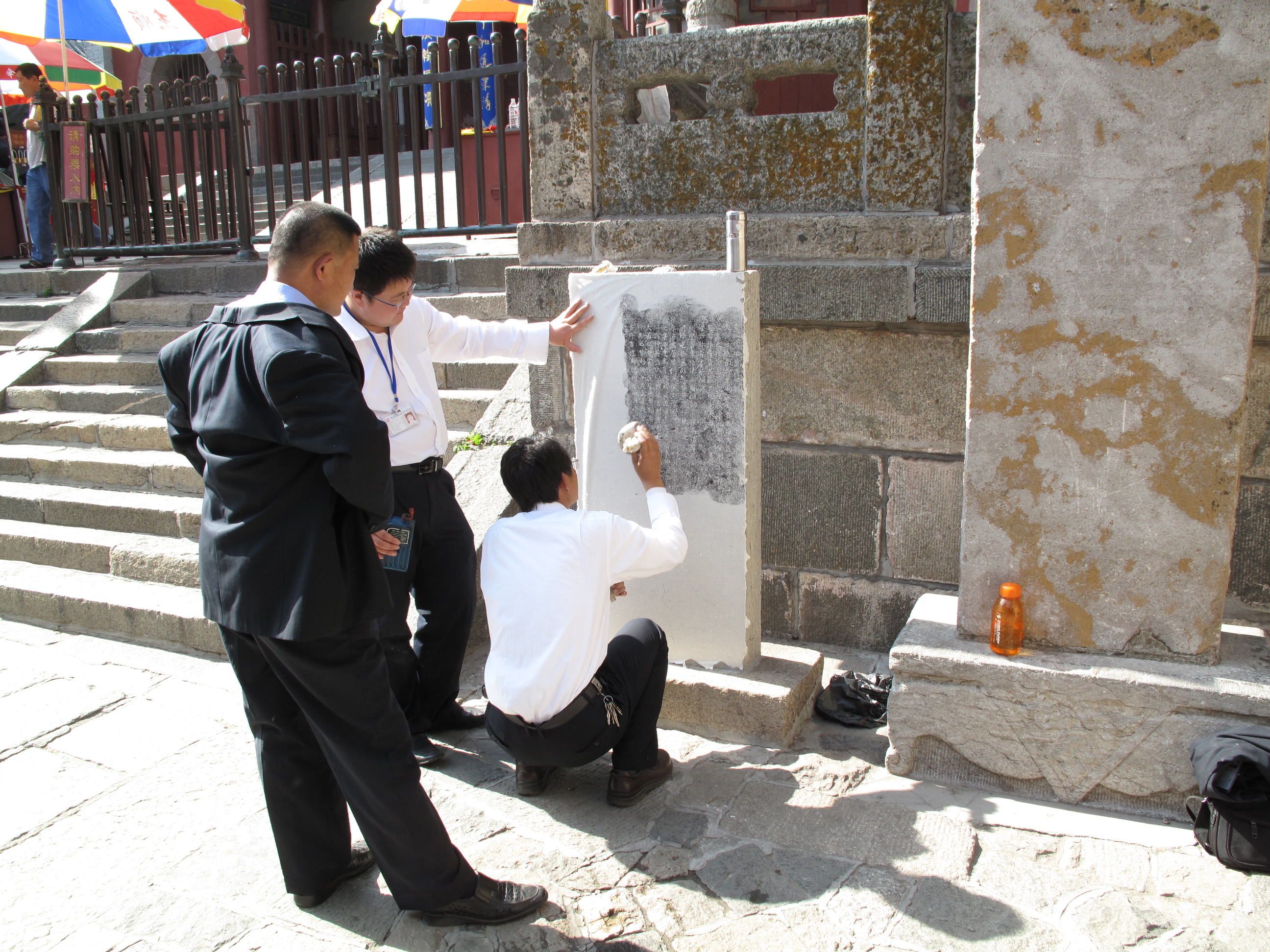
中国山東省泰山で拓本をする様子

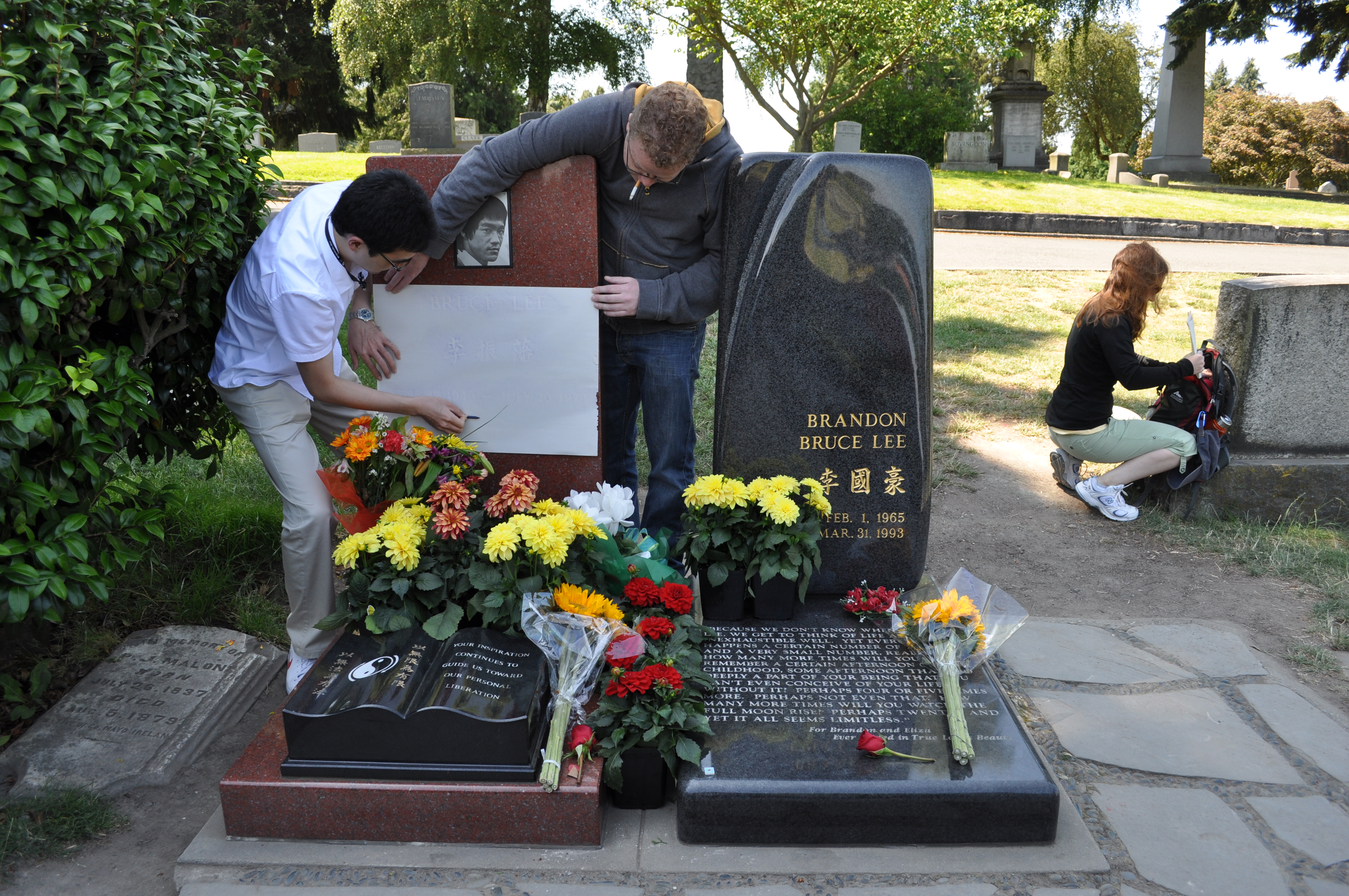
ブルース・リーの墓石の拓本をする研究家